# Juan Bautista Aguirre
|  | Aquest article tracta sobre l'escriptor en basc. Si cerqueu l'escriptor sud-americà , vegeu «Juan Bautista Aguirre y Carbo». |

Juan Bautista Aguirre (Guipúscoa, 1742 - 1823) va ser un escriptor en èuscar que escriví sobre temes religiosos en dialecte guipuscoà.